# Ueli Leuenberger

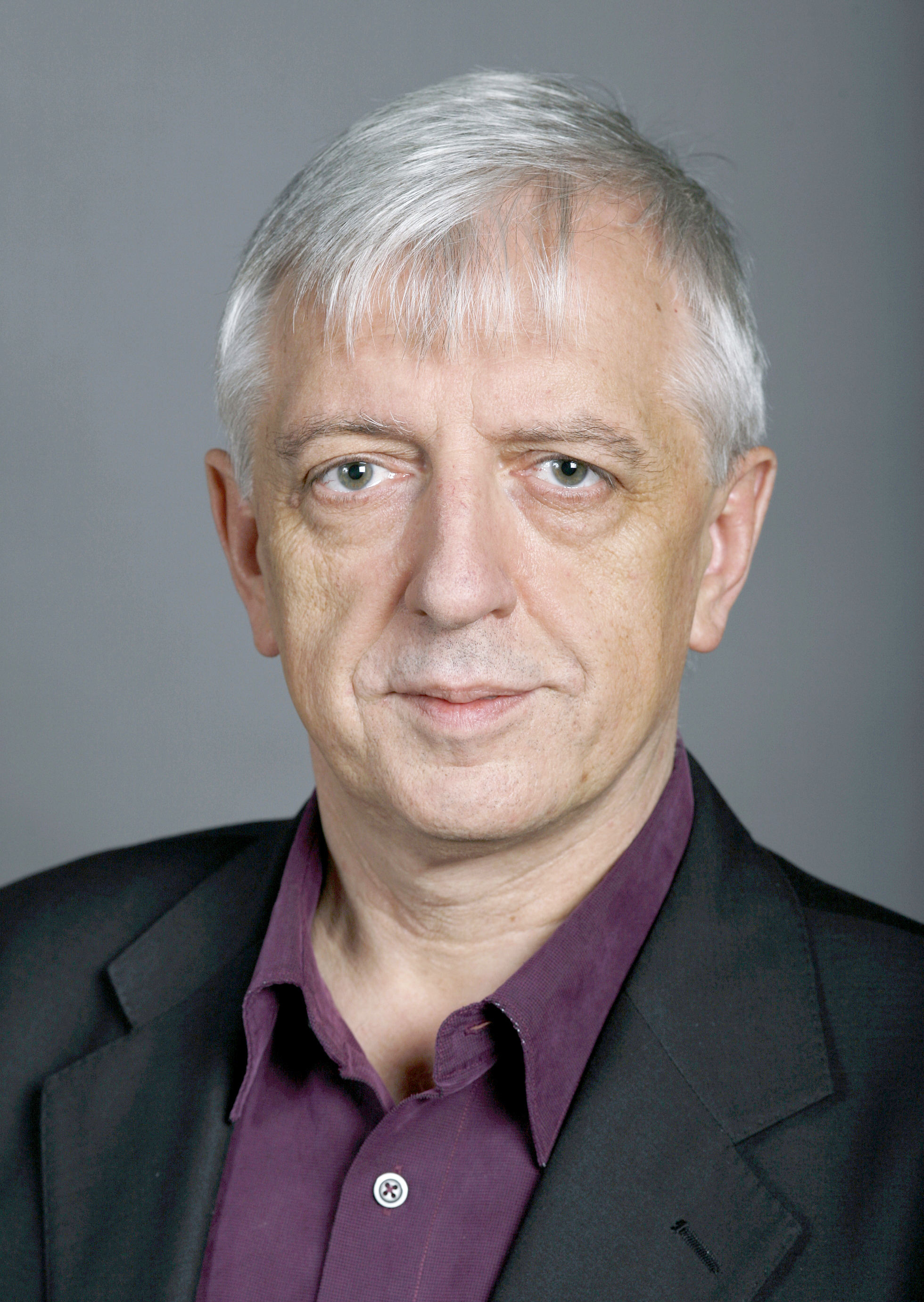
Ueli Leuenberger (2007)

Ueli Leuenberger (* 26. März 1952 in Oberönz; heimatberechtigt in Rohrbachgraben BE) ist ein Schweizer Politiker (Grüne).

## Biografie
Der aus einer Arbeiterfamilie stammende Ueli Leuenberger absolvierte nach seiner Schulzeit in Oberönz eine Kochlehre in Luzern. 1972 zog er nach Genf. Dort begann er am Institut d’Etudes Sociales de Genève ein Studium in Sozialarbeit, das er mit einer Forschungsarbeit über Arbeits-Ökologie abschloss.
Nach dem Studium übernahm er verschiedene Aufgaben im sozialen und gewerkschaftlichen Bereich: Als Leiter eines Asylzentrums der Caritas, Verantwortlicher für den Sektor «Hôtellerie-Restauration» der Gewerkschaft SIT (Syndicat Interprofessionnel de Travailleuses et Travailleurs), Sozialarbeiter beim Hilfswerk der Evangelischen Kirchen der Schweiz (HEKS) und Berater des Centre Social Protestant.
1996 gründete Ueli Leuenberger in Genf die Albanische Volksuniversität (Université Populaire Albanaise), ein Pilotprojekt im Bereich der Integration, das er bis im Jahr 2002 leitete.
Heute ist er Berufsschullehrer an der Hauswirtschaftsschule in Genf und arbeitet punktuell als Schulungsleiter im Bereich Integration und Bevölkerung aus den Balkanländern.

## Politik
1988 trat Ueli Leuenberger den Grünen Genf bei. 1990 wurde er Präsident der Grünen der Stadt Genf. Der links-grünen Koalition gelang es, eine Mehrheit in Stadtparlament und Regierung zu erreichen. Von 1991 bis 1997 war er Mitglied des Stadtparlamentes. Von 2001 bis 2003 war er Mitglied des Grossen Rates (Kantonsparlament) von Genf.
Am 1. Juni 2003 konnte Ueli Leuenberger für Patrice Mugny in den Nationalrat nachrücken, da dieser in die Exekutive der Stadt Genf gewählt worden war. Er wurde im Herbst 2003, 2007 und 2011 bei den Gesamterneuerungswahlen des Nationalrates wiedergewählt und schied am 29. November 2015 am Ende der 49. Legislaturperiode aus dem Nationalrat aus. Von 2013 bis 2015 war er Präsident der Staatspolitischen Kommission des Nationalrates.
2004 wurde er zum Vizepräsidenten der Grünen Partei der Schweiz gewählt, im April 2008 zum Präsidenten. Damit folgte er auf Ruth Genner. Leuenberger war bis April 2012 Parteipräsident.

## Auszeichnungen
- 2013: Prix Diaspora für sein Engagement für die albanische Kultur und die Integration der Albaner in der Schweiz.[1]

## Werke
- Mit Alain Maillard: Les damnés du troisième cercle. Les Kosovars en Suisse. 1965–1999. Editions Metropolis, Genf 1999.